# Like Water
Like Water es el EP debut en solitario de la cantante surcoreana Wendy, miembro del grupo femenino Red Velvet. Fue lanzado por SM Entertainment y Dreamus el 5 de abril de 2021. Contiene cinco canciones, incluyendo el sencillo principal homónimo, «Like Water».

## Antecedentes y lanzamiento
La noticia del próximo proyecto de Wendy, miembro del grupo femenino Red Velvet, fue reportado por primera vez el 10 de marzo a través del medio de comunicación de entretenimiento surcoreano StarNews. La publicación había afirmado que Wendy estaba trabajando en un álbum en solitario, planeando su lanzamiento en abril. Poco después del informe, SM Entertainment, agencia de la artista, confirmó que la cantante lanzaría un proyecto en solitario el próximo mes, aunque no se había anunciado una fecha específica en ese momento. "Wendy está trabajando con el objetivo de lanzar un álbum en solitario en abril. Por favor espérenlo", declaró la compañía.
Antes del lanzamiento del EP, Wendy había estado en una pausa de un año debido a un accidente en el escenario durante el festival de música SBS Gayo Daejeon 2019. Ella sufrió una fractura de pelvis y fractura de muñeca, entre otras lesiones, y tuvo que ser hospitalizada durante dos meses.
El 25 de marzo, Wendy confirmó, a través de sus redes sociales, el 5 de abril como la fecha oficial del lanzamiento de su primer miniálbum titulado Like Water, acompañado de la frase "New chapter of our lives has begun".

## Composición y letras
El álbum contiene cinco pistas. «Like Water», su pista principal, se describe como una balada pop acústica que se caracteriza por la voz de Wendy. Escrita por los prominentes compositores surcoreanos Kenzie y Yoo Young Jin, la canción ofrece las epifanías más profundas de Wendy mientras reflexiona sobre las bendiciones de quienes han estado a su lado en cada paso de la vida. La suave mezcla de sonidos de guitarra y banda en la canción mantiene el ritmo exuberante antes de que ella termine con un apagón relajante y refuerce el coro con sus notas altas características.
«When The Rain Stops» es una balada de piano que envía un mensaje de empatía y fuerza. «Why Can't You Love Me?» es una alegre pista inspirada en la primavera sobre un amor unilateral. «The Road» es una canción de rock moderno, mientras que «Best Friend», interpretada junto a su compañera de grupo en Red Velvet, Seulgi, explora varios géneros que van desde el pop, la balada, hasta el rock.

## Rendimiento comercial
El día de su lanzamiento, el EP encabezó la lista de iTunes en 30 países, estableciendo un nuevo récord para las solistas de k-pop femeninas en términos de tener la mayor cantidad de números uno en dicha lista. El récord lo tenía anteriormente la versión reempaquetada de Taeyeon de su segundo álbum de estudio, Purpose, que encabezó las listas de éxitos en 26 países. El EP también encabezó la lista mundial de álbumes de iTunes, convirtiendo a Wendy en la quinta solista femenina de k-pop en hacerlo. Para el 6 de abril, el EP había vendido 70.487 copias desde su lanzamiento, convirtiéndose en la quinta cifra más alta de ventas del primer día en la lista de Hanteo para una artista femenina en solitario, solo detrás de Taeyeon, IU y Rosé de Blackpink.

## Lista de canciones
| CD / Descarga digital |                             |                       |                                                                      |                                                                      |          |  |
| N.º                   | Título                      | Letras                | Música                                                               | Arreglo                                                              | Duración |  |
| 1.                    | «When This Rain Stops»      | minGtion              | minGtion                                                             | minGtion                                                             | 4:03     |  |
| 2.                    | «Like Water»                | Kenzie, Yoo Young-jin | Coach&Sendo, Anne Judith Stokke Wik                                  | Coach&Sendo                                                          | 4:20     |  |
| 3.                    | «Why Can't You Love Me?»    | Koo Tae-woo           | Jamie Jones, Matt Wong, Lamont Neuble, Paulina Cerrilla, Tim Stewart | Jamie Jones, Matt Wong, Lamont Neuble, Paulina Cerrilla, Tim Stewart | 2:48     |  |
| 4.                    | «The Road» (초행길)         | Lee Ju-hyung          | Lee Ju-hyung, Kwon Ae-jin                                            | Lee Ju-hyung                                                         | 4:15     |  |
| 5.                    | «Best Friend» (with Seulgi) | Kim Yeon-seo          | minGtion, Kim Yeon-seo                                               | minGtion                                                             | 3:30     |  |
| 18:56                 |                             |                       |                                                                      |                                                                      |          |  |

## Posicionamiento en listas
| Lista (2021)                     | Mejor posición |
| -------------------------------- | -------------- |
| Corea del Sur (Gaon Album Chart) | 4              |
| Japón (Oricon Album Chart)       | 35             |

## Historial de lanzamiento
| País          | Fecha              | Formato              | Sello                     |
| ------------- | ------------------ | -------------------- | ------------------------- |
| Corea del Sur | 5 de abril de 2021 | CD, descarga digital | SM Entertainment, Dreamus |